# G.I.

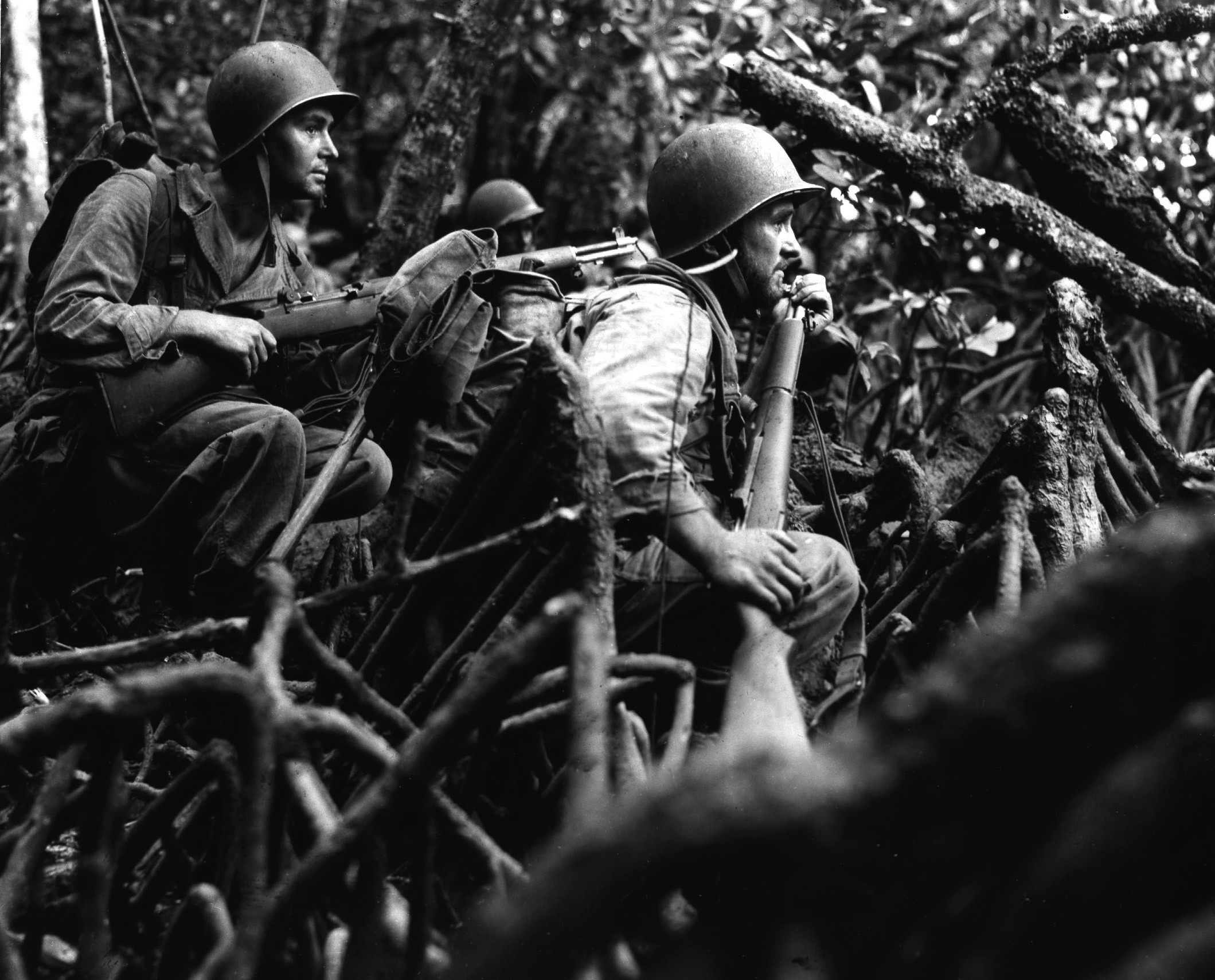
Typowi G.I. – żołnierze 25 Dywizji Piechoty w dżungli Vella Lavella na Wyspach Salomona podczas operacji Cartwheel 13 września 1943 roku

G.I. – nieformalny termin odnoszący się do żołnierza Sił Zbrojnych Stanów Zjednoczonych, w szczególności armii. Jest on kojarzony głównie z II wojną światową, ale pozostaje w użyciu do dziś.
Pierwotnie był to skrót używany w dokumentach armii USA dla przedmiotów wykonanych z ocynkowanego żelaza. Najwcześniejszy znany przypadek użycia go w piśmie pochodzi z 1906 lub 1907 roku.
Podczas I wojny światowej amerykańscy żołnierze zaczęli nazywać ciężkie niemieckie pociski artyleryjskie „puszkami G.I.”. Podczas tej samej wojny skrót „G.I.”, rozwijany jako „własność rządowa” (ang. government issue) lub „własność publiczna” (general issue), zaczął być używany w odniesieniu do każdego przedmiotu związanego z armią amerykańską (np. „mydło G.I.”). Inne reinterpretacje znaczenia „G.I.” to m.in. „własność garnizonowa” (garrison issue) czy „piechota ogólna” (general infantry).
Najwcześniejsze znane odnotowane przypadki użycia terminu „G.I.” w odniesieniu do amerykańskiego żołnierza pochodzą z 1935 roku. W formie „G.I. Joe” określenie stało się bardziej znane, ponieważ zostało użyte jako tytuł komiksu Dave’a Bregera w piśmie „Yank, the Army Weekly”, publikowanego w odcinkach od 1942 roku. Audycja radiowa z 1944 roku, They Call Me Joe dotarła do jeszcze szerszej publiczności. Co tydzień przedstawiała inną osobę o różnym pochodzeniu etnicznym, podkreślając w ten sposób, że termin „G.I. Joe” obejmował żołnierzy amerykańskich wszystkich narodowości. They Call Me Joe dotarło do ludności cywilnej w całych Stanach Zjednoczonych za pośrednictwem NBC Radio Network, a do żołnierzy amerykańskich za pośrednictwem Armed Forces Radio Network.
Pokrewny termin „G.I. Jane” pierwotnie odnosił się do żołnierek Women’s Army Corps podczas II wojny światowej, ale współcześnie jest używane w odniesieniu do każdej amerykańskiej kobiety-żołnierza.